# Kors van Bennekombrug
Kors van Bennekombrug (Brug 2009) is een bouwkundig kunstwerk in Amsterdam-Oost. 
De brug is gelegen in de Vennepluimstraat en zorgt voor de verbinding tussen het noordelijke en zuidelijke deel van het Westelijk Haveneiland in IJburg. Ze ligt daarbij over de gracht Groene Tunnel. De gemeente besteedde de ontwerpen voor bruggen op en naar IJburg destijds uit aan diverse architectenbureaus. Ze kregen elk de opdracht mee met een bruggenfamilie te komen. Architect Jeroen van Schooten van (toen nog) Meyer en Van Schooten (MVSA) kwam met een serie bruggen, die bekend werd onder de naam Groene Tunnel, naar de gracht waar zij overheen liggen. De bruggen 2003, 2009, 2010, 2045, 2046 en 2047 behoren daartoe.
De brug kent twee bijzonderheden:
- Ze maakt deel uit van het complex rondom de Nijlpaardenschutsluis (sluis 121, in de volksmond Nijlpaardsluis), die op afroep geopend kan worden.
- Naast de brug en in de kolk van de sluis staat het kunstwerk Nijlpaard van Tom Claassen.

<<< · 2000 · 2001 · 2002 · 2003 · 2004 · 2005 · 2006 · 2007 · 2008 · 2009 · 2010 · 2011 · 2012 · 2013 · 2014 · 2015 · 2016 · 2017 · 2018 · 2019 · 2020 · 2021 · 2022 · 2023 · 2025 · 2026 · 2027 · 2028 · 2029 · 2030 · 2031 · 2032 · 2033 · 2034 · 2035 · 2036 · 2037 · 2038 · 2039 · 2040 · 2041 · 2042 · 2043 · 2044 · 2045 · 2046 · 2047 · 2048 · 2050 · 2051 · 2054 · 2060 · 2080 · 2085 · 2086 · 2087 · 2088 · 2089 · 2090 · 2091 · 2092 · 2093 · 2094 · 2095 · 2096 · 2097 · 2098 · 2099
De overige brugnummers waren in januari 2022 (nog) niet bekend; de Uyllanderbrug ligt officieel in Diemen, maar heeft de Amsterdamse nummering 2007.